# Acrophobie
Ne doit pas être confondu avec le vertige.
 (juin 2018).
Si vous disposez d'ouvrages ou d'articles de référence ou si vous connaissez des sites web de qualité traitant du thème abordé ici, merci de compléter l'article en donnant les références utiles à sa vérifiabilité et en les liant à la section « Notes et références ».
 Mise en garde médicale
L’acrophobie (du grec : ἄκρον / ákron, signifiant « pic, sommet, hauteur », et φόβος / phóbos, « peur ») est une peur extrême et irrationnelle des hauteurs appartenant à un type de phobie spécifique.
La plupart des individus font l'expérience d'une peur selon les hauteurs, spécialement s'il n'existe qu'une petite ou aucune protection.
Les acrophobes souffrent de peur panique lorsqu'ils sont en hauteur, et veulent, d'une manière ou d'une autre, redescendre. Entre 2 et 5 % de la population générale souffrirait d'acrophobie, et les femmes sont deux fois plus exposées que les hommes.
Toutefois, selon le professeur Thomas Brandt, neurologue, responsable de l’Institut des neurosciences cliniques et directeur scientifique du Centre allemand du vertige et des troubles de l’équilibre à l’Université de Munich, la première étude sur la peur du vide dans la population montre qu'elle concerne jusqu'à 28 % des individus ou au moins une personne sur quatre, à des degrés divers.

## Description
Il s'agit d'une phobie de situation. Les individus atteints d'acrophobie redoutent de se retrouver dans une situation au cours de laquelle ils seraient en hauteur, susceptibles de tomber ou de s'effondrer en l'absence d'aide ou de protection, voire d'observer des personnes dans une telle situation de hauteur mais en ressentant à leur place les effets angoissants.
Le fait de s'exposer à la situation redoutée (situation phobogène) déclenche un tableau d'anxiété intense, paroxystique, qui peut confiner à la panique. Pour atténuer cet effet, le patient utilise généralement des moyens dits contraphobiques ; par exemple, être accompagné, porter un certain vêtement, avoir une médaille dans sa poche, etc. Certains ressentent le besoin de s’agripper quelque part et de ne plus bouger ou de se mettre dans une position qu'il considèrent « sécurisée » (s'allonger, s’asseoir, etc.).
Mais quoi qu'il en soit, on observe toujours des conduites d'évitement, visant à s'épargner toute confrontation à la situation phobogène. Si ces conduites sont trop gênantes, elles peuvent avoir de graves répercussions sur la vie sociale et familiale. Cependant, contrairement à d'autres troubles, le patient n'a plus peur dès qu'il n'est plus dans une situation phobogène.
De tels symptômes sont parfois observés de manière transitoire, mais c'est seulement lorsque les répercussions sur la vie quotidienne et familiale apparaissent qu'il est question de trouble phobique. Dans le cas contraire, on ne parlera pas d'une phobie, mais d'une simple appréhension.
En effet, de nombreuses personnes éprouvant des sensations vertigineuses lorsqu'elles sont en hauteur ne développent pas pour autant des comportements d'évitement ou des réactions anxieuses à la seule pensée des hauteurs, comme c'est le cas chez les sujets souffrant d'acrophobie. Par exemple, une personne qui a de temps en temps le "vertige" en regardant d'une grande hauteur pourra regarder par la fenêtre d'un haut bâtiment, ou monter dans un manège à sommet élevé ; en revanche, une personne souffrant d'acrophobie évitera soigneusement et délibérément ces situations, et deviendra anxieuse à la seule idée de devoir y faire face.
Enfin, on notera qu'une crainte obsédante de tomber d'une hauteur en l'absence de toute situation phobogène n'est pas une acrophobie. Elle ne se déclenche que temporairement et uniquement dans des situations où le sujet est (ou croit qu'il sera) obligé de monter sur une hauteur. Enfin, le terme de vertige doit être banni dans ce cadre, il désigne un symptôme différent de la phobie.

## Facteurs physiologiques et cognitifs
La sensation d'équilibre repose sur des indications d'ordre proprioceptif ainsi que des informations provenant du système vestibulaire et de la perception visuelle de l'environnement proche,. Lorsque les repères visuels proches s'éloignent, ce qui est le cas si par exemple l'individu marche sur une passerelle étroite et élevée, l'équilibre du corps est moins facilement maintenu, même par les personnes qui ne souffrent pas d'acrophobie. Les informations d'ordre proprioceptif ou vestibulaires doivent alors compenser la diminution des repères visuels. Les acrophobes seraient des personnes chez qui les repères visuels auraient trop d'importance ou dont le système vestibulaire compenserait mal,.

## Traitements
(juin 2018).
À l'instar des autres phobies courantes, les psychothérapies sont préconisées. Elles peuvent être d'inspiration psychanalytique ou cognitivo-comportementale. De nombreuses études comparatives ont montré une équivalence entre les thérapies, dont la PNL, au sujet de son efficacité à court terme mais pas à long terme. Cette constatation est peut-être due à une erreur statistique. La qualité des rapports était médiocre dans la plupart des études.
Plusieurs équipes de thérapeutes cognitivo-comportementaux mènent actuellement des recherches utilisant le déconditionnement par réalité virtuelle, qui donnent des résultats partiels et incertains sur la phobie des hauteurs. On peut notamment citer l'hôpital de la Pitié-Salpêtrière à Paris ainsi que le Centre de Réalité Virtuelle de Méditerranée en collaboration avec l’Assistance Publique – Hôpitaux de Marseille (AP-HM) de Marseille,.
Concernant les thérapies d'inspiration cognitivo-comportementales, la méthode développée par le français Patrick Thias Balmain,,, a déjà fait l'objet d'investigations journalistiques répétées,,, et d'un traitement médiatique qui l'a portée à la connaissance du grand public,. Dans l'ouvrage Comment se libérer du Vertige, paru en 2009 aux éditions du Le Souffle d'or, il détaillait la méthode, utilisant en particulier une auto-évaluation émotionnelle et sensorielle, que le patient est invité à réévaluer régulièrement, au cours d'exercices de respiration, de déplacements et d'observations durant lesquels, il est accompagné par le soignant. La durée des stages est de deux jours consécutifs. Ainsi que les recherches sur les applications de la réalité virtuelle tendent à le démontrer, ses travaux cliniques indiquent une forte corrélation entre la répétition de mises en situation douces et non traumatisantes et l'efficacité des effets thérapeutiques à long terme.
Elles permettraient une intégration durable des progrès réalisés au cours des sessions de déconditionnement cognitif et émotionnel effectuées en compagnie du praticien, avec des instructions reproductibles par les patients en dehors du cadre thérapeutique.